# WTA Tour 1995
Il WTA Tour 1995 è iniziato con l'ASB Classic 1995 e si è concluso il 24 novembre con la finale del WTA Tour Championships 1995.
Il WTA Tour è una serie di tornei femminili di tennis 
organizzati dalla WTA. Questa include i tornei del Grande Slam (organizzati in collaborazione con la International Tennis Federation (ITF)), il WTA Tour Championships e i tornei delle categorie Tier I, Tier II, Tier III e Tier IV.

## Gennaio
| Settimana              | Torneo                                                                              | Categoria   | Vincitrici                                            | Finaliste                        | Semifinaliste                              | Eliminate ai quarti                                                |
| ---------------------- | ----------------------------------------------------------------------------------- | ----------- | ----------------------------------------------------- | -------------------------------- | ------------------------------------------ | ------------------------------------------------------------------ |
| 2 gennaio              | Indonesia Open 1995 Giacarta, Indonesia Singolare - Doppio                          | Tier III    | Sabine Hack 2-6, 7-6, 6-4                             | Irina Spîrlea                    | Maria Strandlund Yayuk Basuki              | Jana Nejedly Wang Shi-ting Tina Križan Nana Miyagi                 |
| 2 gennaio              | Indonesia Open 1995 Giacarta, Indonesia Singolare - Doppio                          | Tier III    | Claudia Porwik Irina Spîrlea 6-2, 6-3                 | Laurence Courtois Nancy Feber    | Maria Strandlund Yayuk Basuki              | Jana Nejedly Wang Shi-ting Tina Križan Nana Miyagi                 |
| 9 gennaio              | Tasmanian International 1995 Hobart, Australia Cemento Singolare - Doppio           | Tier IV     | Leila Meskhi 6-2, 6-3                                 | Li Fang                          | Judith Wiesner Yone Kamio                  | Jolene Watanabe Meike Babel Tami Whitlinger Jones Elena Lichovceva |
| 9 gennaio              | Tasmanian International 1995 Hobart, Australia Cemento Singolare - Doppio           | Tier IV     | Kyōko Nagatsuka Ai Sugiyama 2-6, 6-4, 6-2             | Manon Bollegraf Larisa Neiland   | Judith Wiesner Yone Kamio                  | Jolene Watanabe Meike Babel Tami Whitlinger Jones Elena Lichovceva |
| 9 gennaio              | Sydney International 1995 Sydney, Australia Cemento Singolare - Doppio              | Tier II     | Gabriela Sabatini 6-3, 6-4                            | Lindsay Davenport                | Kimiko Date Mary Joe Fernández             | Ludmila Richterová Miriam Oremans Nicole Bradtke Patty Fendick     |
| 9 gennaio              | Sydney International 1995 Sydney, Australia Cemento Singolare - Doppio              | Tier II     | Lindsay Davenport Jana Novotná 7-5, 2-6, 6-4          | Patty Fendick Mary Joe Fernández | Kimiko Date Mary Joe Fernández             | Ludmila Richterová Miriam Oremans Nicole Bradtke Patty Fendick     |
| 16 gennaio 2 settimane | Australian Open 1995 Melbourne, Australia Cemento Singolare - Doppio - Doppio misto | Grande Slam | Mary Pierce 6-3, 6-2                                  | Arantxa Sánchez Vicario          | Marianne Werdel-Witmeyer Conchita Martínez | Naoko Sawamatsu Angélica Gavaldón Nataša Zvereva Lindsay Davenport |
| 16 gennaio 2 settimane | Australian Open 1995 Melbourne, Australia Cemento Singolare - Doppio - Doppio misto | Grande Slam | Jana Novotná Arantxa Sánchez Vicario 6-3, 6(3)–7, 6-4 | Gigi Fernández Nataša Zvereva    | Marianne Werdel-Witmeyer Conchita Martínez | Naoko Sawamatsu Angélica Gavaldón Nataša Zvereva Lindsay Davenport |
| 30 gennaio             | ASB Classic 1995 Auckland, Nuova Zelanda Cemento Singolare - Doppio                 | Tier IV     | Nicole Bradtke 3-6, 6-2, 6-1                          | Ginger Helgeson-Nielsen          | Silvia Farina Natalija Medvedjeva          | Julie Halard Kim De Weille Rachel McQuillan Li Fang                |
| 30 gennaio             | ASB Classic 1995 Auckland, Nuova Zelanda Cemento Singolare - Doppio                 | Tier IV     | Jill Hetherington Elna Reinach 7-6, 6-2               | Laura Golarsa Caroline Vis       | Silvia Farina Natalija Medvedjeva          | Julie Halard Kim De Weille Rachel McQuillan Li Fang                |
| 31 gennaio             | Toray Pan Pacific Open 1995 Tokyo, Giappone Cemento (indoor) Singolare - Doppio     | Tier I      | Kimiko Date 6-1, 6-2                                  | Lindsay Davenport                | Iva Majoli Magdalena Maleeva               | Conchita Martínez Naoko Sawamatsu Anke Huber Mary Pierce           |
| 31 gennaio             | Toray Pan Pacific Open 1995 Tokyo, Giappone Cemento (indoor) Singolare - Doppio     | Tier I      | Gigi Fernández Nataša Zvereva 6-0, 6-3                | Lindsay Davenport Rennae Stubbs  | Iva Majoli Magdalena Maleeva               | Conchita Martínez Naoko Sawamatsu Anke Huber Mary Pierce           |

## Febbraio
| Settimana   | Torneo                                                                                    | Categoria | Vincitrici                                     | Finaliste                              | Semifinaliste                           | Eliminate ai quarti                                                |
| ----------- | ----------------------------------------------------------------------------------------- | --------- | ---------------------------------------------- | -------------------------------------- | --------------------------------------- | ------------------------------------------------------------------ |
| 6 febbraio  | Ameritech Cup 1995 Chicago, USA Sintetico Singolare - Doppio                              | Tier II   | Magdalena Maleeva 7-5, 7-6                     | Lisa Raymond                           | Zina Garrison Gabriela Sabatini         | Amy Frazier Brenda Schultz Laurence Courtois Chanda Rubin          |
| 6 febbraio  | Ameritech Cup 1995 Chicago, USA Sintetico Singolare - Doppio                              | Tier II   | Gabriela Sabatini Brenda Schultz 5-7, 7-6, 6-4 | Tami Whitlinger Jones Marianne Werdel  | Zina Garrison Gabriela Sabatini         | Amy Frazier Brenda Schultz Laurence Courtois Chanda Rubin          |
| 13 febbraio | IGA U.S. Indoor Championships 1995 Oklahoma City, USA Cemento (indoor) Singolare - Doppio | Tier III  | Brenda Schultz 6-1, 6-2                        | Elena Lichovceva                       | Patty Fendick Amy Frazier               | Audra Keller Laxmi Poruri Lisa Raymond Tami Whitlinger Jones       |
| 13 febbraio | IGA U.S. Indoor Championships 1995 Oklahoma City, USA Cemento (indoor) Singolare - Doppio | Tier III  | Nicole Arendt Laura Golarsa 6-4, 6-3           | Katrina Adams Brenda Schultz           | Patty Fendick Amy Frazier               | Audra Keller Laxmi Poruri Lisa Raymond Tami Whitlinger Jones       |
| 14 febbraio | Open Gaz de France 1995 Parigi, Francia Cemento (indoor) Singolare - Doppio               | Tier II   | Steffi Graf 6-2, 6-2                           | Mary Pierce                            | Jana Novotná Iva Majoli                 | Martina Hingis Karina Habšudová Sabine Appelmans Judith Wiesner    |
| 14 febbraio | Open Gaz de France 1995 Parigi, Francia Cemento (indoor) Singolare - Doppio               | Tier II   | Meredith McGrath Larisa Neiland 6-4, 6-1       | Manon Bollegraf Rennae Stubbs          | Jana Novotná Iva Majoli                 | Martina Hingis Karina Habšudová Sabine Appelmans Judith Wiesner    |
| 20 febbraio | Generali Ladies Linz 1995 Linz, Austria Cemento (indoor) Singolare - Doppio               | Tier III  | Jana Novotná 6-7, 6-3, 6-4                     | Barbara Rittner                        | Meike Babel Beate Reinstadler           | Petra Schwarz Anna-Maria Cecchini Sabine Appelmans Nanne Dahlman   |
| 20 febbraio | Generali Ladies Linz 1995 Linz, Austria Cemento (indoor) Singolare - Doppio               | Tier III  | Meredith McGrath Nathalie Tauziat 6-1, 6-2     | Iva Majoli Petra Schwarz               | Meike Babel Beate Reinstadler           | Petra Schwarz Anna-Maria Cecchini Sabine Appelmans Nanne Dahlman   |
| 27 febbraio | Champions Cup and the Evert Cup 1995 Indian Wells, USA Cemento Singolare - Doppio         | Tier II   | Mary Joe Fernández 6-4, 6-3                    | Nataša Zvereva                         | Arantxa Sánchez Vicario Naoko Sawamatsu | Chanda Rubin Elena Lichovceva Lindsay Davenport Conchita Martínez  |
| 27 febbraio | Champions Cup and the Evert Cup 1995 Indian Wells, USA Cemento Singolare - Doppio         | Tier II   | Lindsay Davenport Lisa Raymond 2-6, 6-4, 6-3   | Larisa Neiland Arantxa Sánchez Vicario | Arantxa Sánchez Vicario Naoko Sawamatsu | Chanda Rubin Elena Lichovceva Lindsay Davenport Conchita Martínez  |
| 27 febbraio | Puerto Rico Open 1995 San Juan, Porto Rico Cemento Singolare - Doppio                     | Tier III  | Joannette Kruger 7-6, 6-3                      | Kyōko Nagatsuka                        | Gigi Fernández Florencia Labat          | Nancy Feber Silvia Farina Alexia Dechaume-Balleret Sandrine Testud |
| 27 febbraio | Puerto Rico Open 1995 San Juan, Porto Rico Cemento Singolare - Doppio                     | Tier III  | Karin Kschwendt Rene Simpson 6-2, 0-6, 6-4     | Laura Golarsa Linda Wild               | Gigi Fernández Florencia Labat          | Nancy Feber Silvia Farina Alexia Dechaume-Balleret Sandrine Testud |

## Marzo
| Settimana | Torneo                                                                                       | Categoria | Vincitrici                                         | Finaliste                     | Semifinaliste                  | Eliminate ai quarti                                                 |
| --------- | -------------------------------------------------------------------------------------------- | --------- | -------------------------------------------------- | ----------------------------- | ------------------------------ | ------------------------------------------------------------------- |
| 6 marzo   | Delray Beach Winter Championships 1995 Delray Beach, Florida, USA Cemento Singolare - Doppio | Tier II   | Steffi Graf 6-2, 6-4                               | Conchita Martínez             | Anke Huber Brenda Schultz      | Barbara Rittner Elena Lichovceva Florencia Labat Kristie Boogert    |
| 6 marzo   | Delray Beach Winter Championships 1995 Delray Beach, Florida, USA Cemento Singolare - Doppio | Tier II   | Mary Joe Fernández Jana Novotná 6-4, 6-0           | Lori McNeil Larisa Neiland    | Anke Huber Brenda Schultz      | Barbara Rittner Elena Lichovceva Florencia Labat Kristie Boogert    |
| 17 marzo  | Miami Open 1995 Miami, USA Cemento Singolare - Doppio                                        | Tier I    | Steffi Graf 6-1, 6-4                               | Kimiko Date                   | Gabriela Sabatini Jana Novotná | Marianne Werdel-Witmeyer Rachel McQuillan Anke Huber Nataša Zvereva |
| 17 marzo  | Miami Open 1995 Miami, USA Cemento Singolare - Doppio                                        | Tier I    | Jana Novotná Arantxa Sánchez Vicario 7-5, 2-6, 6-3 | Gigi Fernández Nataša Zvereva | Gabriela Sabatini Jana Novotná | Marianne Werdel-Witmeyer Rachel McQuillan Anke Huber Nataša Zvereva |
| 27 marzo  | Family Circle Cup 1995 Hilton Head, USA Terra verde Singolare - Doppio                       | Tier I    | Conchita Martínez 6-1, 6-1                         | Magdalena Maleeva             | Silvia Farina Nataša Zvereva   | Arantxa Sánchez Vicario Lea Ghirardi Larisa Neiland Iva Majoli      |
| 27 marzo  | Family Circle Cup 1995 Hilton Head, USA Terra verde Singolare - Doppio                       | Tier I    | Nicole Arendt Manon Bollegraf 0-6, 6-3, 6-4        | Gigi Fernández Nataša Zvereva | Silvia Farina Nataša Zvereva   | Arantxa Sánchez Vicario Lea Ghirardi Larisa Neiland Iva Majoli      |

## Aprile
| Settimana | Torneo                                                                             | Categoria | Vincitrici                                           | Finaliste                     | Semifinaliste                  | Eliminate ai quarti                                                            |
| --------- | ---------------------------------------------------------------------------------- | --------- | ---------------------------------------------------- | ----------------------------- | ------------------------------ | ------------------------------------------------------------------------------ |
| 3 aprile  | Bausch & Lomb Championships 1995 Amelia Island, USA Terra verde Singolare - Doppio | Tier II   | Conchita Martínez 6-1, 6-4                           | Gabriela Sabatini             | Magdalena Maleeva Sabine Hack  | Amanda Coetzer Laurence Courtois Katarzyna Nowak Inés Gorrochategui            |
| 3 aprile  | Bausch & Lomb Championships 1995 Amelia Island, USA Terra verde Singolare - Doppio | Tier II   | Amanda Coetzer Inés Gorrochategui 6-2, 3-6, 6-2      | Nicole Arendt Manon Bollegraf | Magdalena Maleeva Sabine Hack  | Amanda Coetzer Laurence Courtois Katarzyna Nowak Inés Gorrochategui            |
| 10 aprile | Virginia Slims of Houston 1995 Houston, Texas, USA Terra Singolare - Doppio        | Tier II   | Steffi Graf 6-1, 6-1                                 | Åsa Svensson                  | Sabine Hack Wiltrud Probst     | Tami Whitlinger Jones Nino Louarsabišvili Joannette Kruger Anna-Maria Cecchini |
| 10 aprile | Virginia Slims of Houston 1995 Houston, Texas, USA Terra Singolare - Doppio        | Tier II   | Nicole Arendt Manon Bollegraf 6-4, 6-2               | Wiltrud Probst Rene Simpson   | Sabine Hack Wiltrud Probst     | Tami Whitlinger Jones Nino Louarsabišvili Joannette Kruger Anna-Maria Cecchini |
| 10 aprile | Japan Open Tennis Championships 1995 Tokyo, Giappone Cemento Singolare - Doppio    | Tier III  | Amy Frazier 7-6, 7-5                                 | Kimiko Date                   | Nana Miyagi Min Tang           | Kyōko Nagatsuka Rita Grande Yone Kamio Patty Fendick                           |
| 10 aprile | Japan Open Tennis Championships 1995 Tokyo, Giappone Cemento Singolare - Doppio    | Tier III  | Miho Saeki Yuka Yoshida 6-7, 6-4, 7-6                | Kyōko Nagatsuka Ai Sugiyama   | Nana Miyagi Min Tang           | Kyōko Nagatsuka Rita Grande Yone Kamio Patty Fendick                           |
| 24 aprile | Croatian Bol Ladies Open 1995 Bol, Croazia Terra rossa Singolare - Doppio          | Tier III  | Sabine Appelmans 6-4, 6-3                            | Silke Meier                   | Denisa Szabová Irina Spîrlea   | Laura Golarsa Marketa Kochta Barbara Rittner Ai Sugiyama                       |
| 24 aprile | Croatian Bol Ladies Open 1995 Bol, Croazia Terra rossa Singolare - Doppio          | Tier III  | Mercedes Paz Rene Simpson 7-5, 6-2                   | Laura Golarsa Irina Spîrlea   | Denisa Szabová Irina Spîrlea   | Laura Golarsa Marketa Kochta Barbara Rittner Ai Sugiyama                       |
| 25 aprile | Barcelona Ladies Open 1995 Madrid, Spagna Terra Singolare - Doppio                 | Tier II   | Arantxa Sánchez Vicario 5-7, 6-0, 6-2                | Iva Majoli                    | Amanda Coetzer Katarzyna Nowak | Ann Grossman Nathalie Tauziat Ruxandra Dragomir Inés Gorrochategui             |
| 25 aprile | Barcelona Ladies Open 1995 Madrid, Spagna Terra Singolare - Doppio                 | Tier II   | Larisa Neiland Arantxa Sánchez Vicario 7-5, 4-6, 7-5 | Mariaan de Swardt Iva Majoli  | Amanda Coetzer Katarzyna Nowak | Ann Grossman Nathalie Tauziat Ruxandra Dragomir Inés Gorrochategui             |

## Maggio
| Settimana             | Torneo                                                                                          | Categoria        | Vincitrici                                      | Finaliste                            | Semifinaliste                                               | Eliminate ai quarti                                                                                                |
| --------------------- | ----------------------------------------------------------------------------------------------- | ---------------- | ----------------------------------------------- | ------------------------------------ | ----------------------------------------------------------- | --- |
| 1º maggio             | Citizen Cup 1995 Amburgo, Germania Terra rossa Singolare - Doppio                               | Tier II          | Conchita Martínez 6-1, 6-0                      | Martina Hingis                       | Anke Huber Magdalena Maleeva                                | Petra Begerow Judith Wiesner Barbara Rittner Jana Kandarr                                                          |
| 1º maggio             | Citizen Cup 1995 Amburgo, Germania Terra rossa Singolare - Doppio                               | Tier II          | Gigi Fernández Martina Hingis 6-2, 6-3          | Conchita Martínez Patricia Tarabini  | Anke Huber Magdalena Maleeva                                | Petra Begerow Judith Wiesner Barbara Rittner Jana Kandarr                                                          |
| 8 maggio              | Prague Open 1995 Praga, Repubblica Ceca Terra rossa Singolare - Doppio                          | Tier IV          | Julie Halard 6-4, 6-4                           | Ludmila Richterová                   | Katarina Studenikova Stephanie Rottier                      | Åsa Svensson Sandra Kleinová Andrea Temesvári Barbara Schett                                                       |
| 8 maggio              | Prague Open 1995 Praga, Repubblica Ceca Terra rossa Singolare - Doppio                          | Tier IV          | Linda Wild Chanda Rubin 6-7, 6-3, 6-2           | Maria Lindström Maria Strandlund     | Katarina Studenikova Stephanie Rottier                      | Åsa Svensson Sandra Kleinová Andrea Temesvári Barbara Schett                                                       |
| 8 maggio              | Internazionali d'Italia 1995 Roma, Italia Terra rossa Singolare - Doppio                        | Tier I           | Conchita Martínez 6-3, 6-1                      | Arantxa Sánchez Vicario              | Helena Suková Mary Pierce                                   | Shaun Stafford Joannette Kruger Mary Joe Fernández Iva Majoli                                                      |
| 8 maggio              | Internazionali d'Italia 1995 Roma, Italia Terra rossa Singolare - Doppio                        | Tier I           | Gigi Fernández Nataša Zvereva 3-6, 7-6, 6-4     | Conchita Martínez Patricia Tarabini  | Helena Suková Mary Pierce                                   | Shaun Stafford Joannette Kruger Mary Joe Fernández Iva Majoli                                                      |
| 15 maggio             | WTA German Open 1995 Berlino, Germania Terra rossa Singolare - Doppio                           | Tier I           | Arantxa Sánchez Vicario 6-4, 6-1                | Magdalena Maleeva                    | Irina Spîrlea Nataša Zvereva                                | Kimiko Date Petra Begerow Nicole Bradtke Mary Pierce                                                               |
| 15 maggio             | WTA German Open 1995 Berlino, Germania Terra rossa Singolare - Doppio                           | Tier I           | Amanda Coetzer Inés Gorrochategui 4-6, 7-6, 6-2 | Larisa Neiland Gabriela Sabatini     | Irina Spîrlea Nataša Zvereva                                | Kimiko Date Petra Begerow Nicole Bradtke Mary Pierce                                                               |
| 15 maggio             | British Hard Court Championships 1995 Bournemouth, Gran Bretagna Terra rossa Singolare - Doppio | Tier IV          | Ludmila Richterová 6-7, 6-4, 6-3                | Patricia Hy-Boulais                  | Lindsay Lee-Waters Åsa Svensson                             | Petra Langrová Radka Bobková Els Callens Chanda Rubin                                                              |
| 15 maggio             | British Hard Court Championships 1995 Bournemouth, Gran Bretagna Terra rossa Singolare - Doppio | Tier IV          | Mariaan de Swardt Ruxandra Dragomir 6-3, 7-5    | Kerry-Anne Guse Patricia Hy-Boulais  | Lindsay Lee-Waters Åsa Svensson                             | Petra Langrová Radka Bobková Els Callens Chanda Rubin                                                              |
| 22 maggio             | Internationaux de Strasbourg 1995 Strasburgo, Francia Terra rossa Singolare - Doppio            | Tier III         | Lindsay Davenport 3-6, 6-1, 6-2                 | Kimiko Date                          | Sandrine Testud Yone Kamio                                  | Judith Wiesner Stephanie Rottier Sabine Appelmans Miriam Oremans                                                   |
| 22 maggio             | Internationaux de Strasbourg 1995 Strasburgo, Francia Terra rossa Singolare - Doppio            | Tier III         | Lindsay Davenport Mary Joe Fernández 6-2, 6-3   | Sabine Appelmans Miriam Oremans      | Sandrine Testud Yone Kamio                                  | Judith Wiesner Stephanie Rottier Sabine Appelmans Miriam Oremans                                                   |
| 24 maggio             | World Doubles Championships 1995 Edimburgo, Gran Bretagna 188 125 $ - Terra rossa - 8D Doppio   | Torneo fine anno | Meredith McGrath / Larisa Neiland 6–2, 7–6      | Manon Bollegraf Rennae Stubbs        | Patty Fendick Jill Hetherington Katrina Adams Zina Garrison | Julie Pullin Lorna Woodroffe Nicole Arendt Laura Golarsa Debbie Graham Linda Wild Maria Lindström Maria Strandlund |
| 29 maggio 2 settimane | Open di Francia 1995 Parigi, Francia Terra rossa Singolare - Doppio - Misto                     | Grande Slam      | Steffi Graf 7-5, 4-6, 6-0                       | Arantxa Sánchez Vicario              | Kimiko Date Conchita Martínez                               | Chanda Rubin Iva Majoli Virginia Ruano Pascual Gabriela Sabatini                                                   |
| 29 maggio 2 settimane | Open di Francia 1995 Parigi, Francia Terra rossa Singolare - Doppio - Misto                     | Grande Slam      | Gigi Fernández Nataša Zvereva 6(6)–7, 6-4, 7-5  | Jana Novotná Arantxa Sánchez Vicario | Kimiko Date Conchita Martínez                               | Chanda Rubin Iva Majoli Virginia Ruano Pascual Gabriela Sabatini                                                   |

## Giugno
| Settimana         | Torneo                                                                                    | Categoria   | Vincitrici                                         | Finaliste                     | Semifinaliste                   | Eliminate ai quarti                                             |
| ----------------- | ----------------------------------------------------------------------------------------- | ----------- | -------------------------------------------------- | ----------------------------- | ------------------------------- | --------------------------------------------------------------- |
| 12 giugno         | DFS Classic 1995 Birmingham, Gran Bretagna Erba Singolare - Doppio                        | Tier III    | Zina Garrison 6-3, 6-3                             | Lori McNeil                   | Elna Reinach Els Callens        | Laurence Courtois Nicole Arendt Christina Singer Kristine Kunce |
| 12 giugno         | DFS Classic 1995 Birmingham, Gran Bretagna Erba Singolare - Doppio                        | Tier III    | Manon Bollegraf Rennae Stubbs 3-6, 6-4, 6-4        | Nicole Bradtke Kristine Kunce | Elna Reinach Els Callens        | Laurence Courtois Nicole Arendt Christina Singer Kristine Kunce |
| 19 giugno         | International Women's Open 1995 Eastbourne, Gran Bretagna Erba Singolare - Doppio         | Tier II     | Nathalie Tauziat 3-6, 6-0, 7-5                     | Chanda Rubin                  | Christina Singer Nataša Zvereva | Kimiko Date Yayuk Basuki Lori McNeil Inés Gorrochategui         |
| 19 giugno         | International Women's Open 1995 Eastbourne, Gran Bretagna Erba Singolare - Doppio         | Tier II     | Jana Novotná Arantxa Sánchez Vicario 0-6, 6-3, 6-4 | Gigi Fernández Nataša Zvereva | Christina Singer Nataša Zvereva | Kimiko Date Yayuk Basuki Lori McNeil Inés Gorrochategui         |
| 26 giugno 2 weeks | Torneo di Wimbledon 1995 Wimbledon, Londra, Gran Bretagna Erba Singolare - Doppio - Misto | Grande Slam | Steffi Graf 4-6, 6-1, 7-5                          | Arantxa Sánchez Vicario       | Jana Novotná Conchita Martínez  | Mary Joe Fernández Kimiko Date Gabriela Sabatini Brenda Schultz |
| 26 giugno 2 weeks | Torneo di Wimbledon 1995 Wimbledon, Londra, Gran Bretagna Erba Singolare - Doppio - Misto | Grande Slam | Jana Novotná Arantxa Sánchez Vicario 5-7, 7-5, 6-4 | Gigi Fernández Nataša Zvereva | Jana Novotná Conchita Martínez  | Mary Joe Fernández Kimiko Date Gabriela Sabatini Brenda Schultz |

## Luglio
| Settimana | Torneo                                                                                  | Categoria | Vincitrici                              | Finaliste                                | Semifinaliste                      | Eliminate ai quarti                                                    |
| --------- | --------------------------------------------------------------------------------------- | --------- | --------------------------------------- | ---------------------------------------- | ---------------------------------- | ---------------------------------------------------------------------- |
| 10 luglio | Internazionali Femminili di Palermo 1995 Palermo, Italia Terra rossa Singolare - Doppio | Tier IV   | Irina Spîrlea 7-6, 6-2                  | Sabine Hack                              | Natalija Medvedjeva Barbara Schett | Karina Habšudová Flora Perfetti Veronika Martinek Silvia Farina        |
| 10 luglio | Internazionali Femminili di Palermo 1995 Palermo, Italia Terra rossa Singolare - Doppio | Tier IV   | Radka Bobková Petra Langrová 6-4, 6-1   | Petra Schwarz Katarina Studenikova       | Natalija Medvedjeva Barbara Schett | Karina Habšudová Flora Perfetti Veronika Martinek Silvia Farina        |
| 24 luglio | WTA Austrian Open 1995 Styria, Austria Singolare - Doppio                               | Tier IV   | Judith Wiesner 7-6, 6-3                 | Ruxandra Dragomir                        | Tatjana Ječmenica Barbara Paulus   | Ángeles Montolio Silvia Farina Anna-Maria Cecchini Silvia Ramon-Cortes |
| 24 luglio | WTA Austrian Open 1995 Styria, Austria Singolare - Doppio                               | Tier IV   | Silvia Farina Andrea Temesvári 6-2, 6-2 | Alexandra Fusai Wiltrud Probst           | Tatjana Ječmenica Barbara Paulus   | Ángeles Montolio Silvia Farina Anna-Maria Cecchini Silvia Ramon-Cortes |
| 31 luglio | San Diego Open 1995 San Diego, Stati Uniti Cemento Singolare - Doppio                   | Tier II   | Conchita Martínez 6-2, 6-0              | Lisa Raymond                             | Sandrine Testud Mary Pierce        | Marianne Werdel-Witmeyer Gigi Fernández Rachel McQuillan Åsa Svensson  |
| 31 luglio | San Diego Open 1995 San Diego, Stati Uniti Cemento Singolare - Doppio                   | Tier II   | Gigi Fernández Nataša Zvereva 6-2, 6-1  | Alexia Dechaume-Balleret Sandrine Testud | Sandrine Testud Mary Pierce        | Marianne Werdel-Witmeyer Gigi Fernández Rachel McQuillan Åsa Svensson  |

## Agosto
| Settimana             | Torneo                                                                              | Categoria   | Vincitrici                                     | Finaliste                        | Semifinaliste                        | Eliminate ai quarti                                           |
| --------------------- | ----------------------------------------------------------------------------------- | ----------- | ---------------------------------------------- | -------------------------------- | ------------------------------------ | ------------------------------------------------------------- |
| 7 agosto              | East West Bank Classic 1995 Manhattan Beach, Stati Uniti Cemento Singolare - Doppio | Tier II     | Conchita Martínez 4-6, 6-1, 6-3                | Chanda Rubin                     | Arantxa Sánchez Vicario Yayuk Basuki | Nataša Zvereva Gabriela Sabatini Lindsay Davenport Anke Huber |
| 7 agosto              | East West Bank Classic 1995 Manhattan Beach, Stati Uniti Cemento Singolare - Doppio | Tier II     | Gigi Fernández Nataša Zvereva 7-5, 6-7, 7-5    | Larisa Neiland Gabriela Sabatini | Arantxa Sánchez Vicario Yayuk Basuki | Nataša Zvereva Gabriela Sabatini Lindsay Davenport Anke Huber |
| 14 agosto             | Canada Open 1995 Toronto, Canada Cemento Singolare - Doppio                         | Tier I      | Monica Seles 6-0, 6-1                          | Amanda Coetzer                   | Jana Novotná Gabriela Sabatini       | Mary Pierce Iva Majoli Helena Suková Anke Huber               |
| 14 agosto             | Canada Open 1995 Toronto, Canada Cemento Singolare - Doppio                         | Tier I      | Gabriela Sabatini Brenda Schultz 4-6, 6-0, 6-3 | Martina Hingis Iva Majoli        | Jana Novotná Gabriela Sabatini       | Mary Pierce Iva Majoli Helena Suková Anke Huber               |
| 28 agosto 2 settimane | US Open 1995 Flushing Meadows, New York, USA Cemento Singolare - Doppio - Misto     | Grande Slam | Steffi Graf 7-6, 0-6, 6-3                      | Monica Seles                     | Gabriela Sabatini Conchita Martínez  | Amy Frazier Mary Joe Fernández Brenda Schultz Jana Novotná    |
| 28 agosto 2 settimane | US Open 1995 Flushing Meadows, New York, USA Cemento Singolare - Doppio - Misto     | Grande Slam | Gigi Fernández Nataša Zvereva 7-5, 6-3         | Brenda Schultz Rennae Stubbs     | Gabriela Sabatini Conchita Martínez  | Amy Frazier Mary Joe Fernández Brenda Schultz Jana Novotná    |

## Settembre
| Settimana    | Torneo                                                                      | Categoria | Vincitrici                                      | Finaliste                       | Semifinaliste                           | Eliminate ai quarti                                                 |
| ------------ | --------------------------------------------------------------------------- | --------- | ----------------------------------------------- | ------------------------------- | --------------------------------------- | ------------------------------------------------------------------- |
| 11 settembre | Warsaw Open 1995 Varsavia, Polonia Terra rossa Singolare - Doppio           | Tier III  | Barbara Paulus 7–6(4), 4-6, 6-1                 | Alexandra Fusai                 | Magdalena Grzybowska Karin Kschwendt    | Jana Kandarr Kateřina Kroupová Ludmila Richterová Tatiana Ignatieva |
| 11 settembre | Warsaw Open 1995 Varsavia, Polonia Terra rossa Singolare - Doppio           | Tier III  | Anna-Maria Cecchini Laura Garrone 5-7, 6-2, 6-3 | Henrieta Nagyová Denisa Szabová | Magdalena Grzybowska Karin Kschwendt    | Jana Kandarr Kateřina Kroupová Ludmila Richterová Tatiana Ignatieva |
| 12 settembre | TVA Cup 1995 Nagoya, Giappone Sintetico Singolare - Doppio                  | Tier IV   | Linda Wild 6-4, 6-2                             | Sandra Kleinová                 | Yone Kamio Kristin Godridge             | Rika Hiraki Sung-Hee Park Laxmi Poruri Kerry-Anne Guse              |
| 12 settembre | TVA Cup 1995 Nagoya, Giappone Sintetico Singolare - Doppio                  | Tier IV   | Kerry-Anne Guse Kristine Kunce 6-4, 6-4         | Rika Hiraki Sung-Hee Park       | Yone Kamio Kristin Godridge             | Rika Hiraki Sung-Hee Park Laxmi Poruri Kerry-Anne Guse              |
| 18 settembre | Moscow Ladies Open 1995 Mosca, Russia Cemento (indoor) Singolare - Doppio   | Tier III  | Magdalena Maleeva 6-4, 6-2                      | Elena Makarova                  | Meredith McGrath Adriana Serra Zanetti  | Åsa Svensson Elena Lichovceva Sabine Appelmans Nanne Dahlman        |
| 18 settembre | Moscow Ladies Open 1995 Mosca, Russia Cemento (indoor) Singolare - Doppio   | Tier III  | Meredith McGrath Larisa Neiland 6-1, 6-0        | Anna Kurnikova Aleksandra Olsza | Meredith McGrath Adriana Serra Zanetti  | Åsa Svensson Elena Lichovceva Sabine Appelmans Nanne Dahlman        |
| 19 settembre | Nichirei International Open 1995 Tokyo, Giappone Cemento Singolare - Doppio | Tier II   | Mary Pierce 6-3, 6-3                            | Arantxa Sánchez Vicario         | Gabriela Sabatini Amanda Coetzer        | Naoko Sawamatsu Lindsay Davenport Sung-Hee Park Amy Frazier         |
| 19 settembre | Nichirei International Open 1995 Tokyo, Giappone Cemento Singolare - Doppio | Tier II   | Lindsay Davenport Mary Joe Fernández 6-3, 6-2   | Amanda Coetzer Linda Wild       | Gabriela Sabatini Amanda Coetzer        | Naoko Sawamatsu Lindsay Davenport Sung-Hee Park Amy Frazier         |
| 25 settembre | Sparkassen Cup 1995 Lipsia, Germania Sintetico indoor Singolare - Doppio    | Tier II   | Anke Huber Walkover                             | Magdalena Maleeva               | Judith Wiesner Marianne Werdel-Witmeyer | Jana Novotná Elena Lichovceva Joannette Kruger Lindsay Lee-Waters   |
| 25 settembre | Sparkassen Cup 1995 Lipsia, Germania Sintetico indoor Singolare - Doppio    | Tier II   | Larisa Neiland Meredith McGrath 6-4, 6-4        | Brenda Schultz Caroline Vis     | Judith Wiesner Marianne Werdel-Witmeyer | Jana Novotná Elena Lichovceva Joannette Kruger Lindsay Lee-Waters   |
| 25 settembre | China Open 1995 Pechino, Cina Cemento indoor Singolare - Doppio             | Tier IV   | Linda Wild 7-5, 6-2                             | Wang Shi-ting                   | Kristin Godridge Shaun Stafford         | Jeon Mi-ra Ann Grossman Petra Kamstra Olena Tatarkova               |
| 25 settembre | China Open 1995 Pechino, Cina Cemento indoor Singolare - Doppio             | Tier IV   | Claudia Porwik Linda Wild 6-1, 6-0              | Stephanie Rottier Wang Shi-ting | Kristin Godridge Shaun Stafford         | Jeon Mi-ra Ann Grossman Petra Kamstra Olena Tatarkova               |

## Ottobre
| Settimana  | Torneo                                                                                    | Categoria | Vincitrici                                  | Finaliste                       | Semifinaliste                        | Eliminate ai quarti                                                   |
| ---------- | ----------------------------------------------------------------------------------------- | --------- | ------------------------------------------- | ------------------------------- | ------------------------------------ | --------------------------------------------------------------------- |
| 2 ottobre  | Commonwealth Bank Tennis Classic 1995 Surabaya, Indonesia Cemento Singolare - Doppio      | Tier IV   | Wang Shi-ting 6-1, 6-1                      | Yi Jing-Qian                    | Tina Križan Annabel Ellwood          | Elena Brjuchovec Li Fang Li-Ling Chen Sarah Pitkowski                 |
| 2 ottobre  | Commonwealth Bank Tennis Classic 1995 Surabaya, Indonesia Cemento Singolare - Doppio      | Tier IV   | Petra Kamstra Tina Križan 2-6, 6-4, 6-1     | Nana Miyagi Stephanie Reece     | Tina Križan Annabel Ellwood          | Elena Brjuchovec Li Fang Li-Ling Chen Sarah Pitkowski                 |
| 2 ottobre  | Open di Zurigo 1995 Zurigo, Svizzera Cemento Singolare - Doppio                           | Tier I    | Iva Majoli 6-4, 6-4                         | Mary Pierce                     | Chanda Rubin Mariaan de Swardt       | Jana Novotná Magdalena Maleeva Joannette Kruger Brenda Schultz        |
| 2 ottobre  | Open di Zurigo 1995 Zurigo, Svizzera Cemento Singolare - Doppio                           | Tier I    | Nicole Arendt Manon Bollegraf 6-4, 6-7, 6-4 | Chanda Rubin Caroline Vis       | Chanda Rubin Mariaan de Swardt       | Jana Novotná Magdalena Maleeva Joannette Kruger Brenda Schultz        |
| 9 ottobre  | Porsche Tennis Grand Prix 1995 Filderstadt, Germania Cemento (indoor) Singolare - Doppio  | Tier II   | Iva Majoli 6-4, 7-6                         | Gabriela Sabatini               | Anke Huber Chanda Rubin              | Petra Begerow Brenda Schultz Nataša Zvereva Mary Pierce               |
| 9 ottobre  | Porsche Tennis Grand Prix 1995 Filderstadt, Germania Cemento (indoor) Singolare - Doppio  | Tier II   | Gigi Fernández Nataša Zvereva 5-7, 6-1, 6-4 | Meredith McGrath Larisa Neiland | Anke Huber Chanda Rubin              | Petra Begerow Brenda Schultz Nataša Zvereva Mary Pierce               |
| 17 ottobre | Brighton International 1995 Brighton, Gran Bretagna Sintetico (indoor) Singolare - Doppio | Tier II   | Mary Joe Fernández 6-4, 7-5                 | Amanda Coetzer                  | Kristie Boogert Magdalena Maleeva    | Mariaan de Swardt Barbara Paulus Helena Suková Miriam Oremans         |
| 17 ottobre | Brighton International 1995 Brighton, Gran Bretagna Sintetico (indoor) Singolare - Doppio | Tier II   | Meredith McGrath Larisa Neiland 7-5, 6-1    | Lori McNeil Helena Suková       | Kristie Boogert Magdalena Maleeva    | Mariaan de Swardt Barbara Paulus Helena Suková Miriam Oremans         |
| 30 ottobre | Bell Challenge 1995 Québec, Canada Cemento (indoor) Singolare - Doppio                    | Tier III  | Brenda Schultz 7-6, 6-2                     | Dominique Monami                | Lindsay Lee-Waters Rennae Stubbs     | Sandrine Testud Julie Halard-Decugis Laurence Courtois Amanda Coetzer |
| 30 ottobre | Bell Challenge 1995 Québec, Canada Cemento (indoor) Singolare - Doppio                    | Tier III  | Nicole Arendt Manon Bollegraf 7-6, 4-6, 6-2 | Lisa Raymond Rennae Stubbs      | Lindsay Lee-Waters Rennae Stubbs     | Sandrine Testud Julie Halard-Decugis Laurence Courtois Amanda Coetzer |
| 30 ottobre | Bank of the West Classic 1995 Oakland, USA Cemento Singolare - Doppio                     | Tier II   | Magdalena Maleeva 6-3, 6-4                  | Ai Sugiyama                     | Lindsay Davenport Mary Joe Fernández | Zina Garrison Helena Suková Linda Wild Venus Williams                 |
| 30 ottobre | Bank of the West Classic 1995 Oakland, USA Cemento Singolare - Doppio                     | Tier II   | Lori McNeil Helena Suková 3-6, 6-4, 6-3     | Katrina Adams Zina Garrison     | Lindsay Davenport Mary Joe Fernández | Zina Garrison Helena Suková Linda Wild Venus Williams                 |

## Novembre
| Settimana   | Torneo                                                                                    | Categoria              | Vincitrici                                     | Finaliste                       | Semifinaliste                 | Eliminate ai quarti                                                |
| ----------- | ----------------------------------------------------------------------------------------- | ---------------------- | ---------------------------------------------- | ------------------------------- | ----------------------------- | ------------------------------------------------------------------ |
| 6 novembre  | Advanta Championships Philadelphia 1995 Filadelfia, USA Cemento indoor Singolare - Doppio | Tier I                 | Steffi Graf 6-1, 4-6, 6-3                      | Lori McNeil                     | Zina Garrison Anke Huber      | Meredith McGrath Irina Spîrlea Gabriela Sabatini Conchita Martínez |
| 6 novembre  | Advanta Championships Philadelphia 1995 Filadelfia, USA Cemento indoor Singolare - Doppio | Tier I                 | Lori McNeil Helena Suková 4-6, 6-3, 6-4        | Meredith McGrath Larisa Neiland | Zina Garrison Anke Huber      | Meredith McGrath Irina Spîrlea Gabriela Sabatini Conchita Martínez |
| 13 novembre | WTA Tour Championships 1995 New York, USA Cemento Singolare - Doppio                      | WTA Tour Championships | Steffi Graf 6-1, 2-6, 6-1, 4-6, 6-3            | Anke Huber                      | Nataša Zvereva Brenda Schultz | Mary Joe Fernández Gabriela Sabatini Kimiko Date Conchita Martínez |
| 13 novembre | WTA Tour Championships 1995 New York, USA Cemento Singolare - Doppio                      | WTA Tour Championships | Jana Novotná Arantxa Sánchez Vicario 6-2, 6-1  | Gigi Fernández Nataša Zvereva   | Nataša Zvereva Brenda Schultz | Mary Joe Fernández Gabriela Sabatini Kimiko Date Conchita Martínez |
| 13 novembre | Pattaya Women's Open 1995 Pattaya, Thailandia Cemento Singolare - Doppio                  | Tier IV                | Barbara Paulus 6-4, 6-3                        | Yi Jing-Qian                    | Rita Grande Naoko Kijimuta    | Aleksandra Olsza María Vento-Kabchi Min Tang Wang Shi-ting         |
| 13 novembre | Pattaya Women's Open 1995 Pattaya, Thailandia Cemento Singolare - Doppio                  | Tier IV                | Jill Hetherington Kristine Kunce 2-6, 6-4, 6-3 | Kristin Godridge Nana Miyagi    | Rita Grande Naoko Kijimuta    | Aleksandra Olsza María Vento-Kabchi Min Tang Wang Shi-ting         |

## Dicembre
Nessun evento

## Ranking a fine anno
Nelle due tabelle sono presenti le prime dieci tenniste di entrambe le specialità a fine stagione.

### Singolare
| #   | Giocatrice              | Punti    | Rank. 1994 | /       |
| 1.  | Steffi Graf             | 393.2500 | 1          | Stabile |
| 1.  | Monica Seles            | -        | -          | -       |
| 2.  | Conchita Martínez       | 255.6026 | 3          | 1       |
| 3.  | Arantxa Sánchez Vicario | 228.7721 | 3          | 1       |
| 4.  | Kimiko Date             | 165.1314 | 9          | 5       |
| 5.  | Mary Pierce             | 159.8320 | 5          | Stabile |
| 6.  | Magdalena Maleeva       | 149.0357 | 11         | 5       |
| 7.  | Gabriela Sabatini       | 147.5239 | 7          | Stabile |
| 8.  | Mary Joe Fernández      | 136.6660 | 14         | 6       |
| 9.  | Iva Majoli              | 135.3165 | 13         | 4       |
| 10. | Anke Huber              | 129.6438 | 12         | 2       |

- 1 La WTA ha deciso di congelare la prima posizione di Monica Seles, tenuta dalla tennista prima dell'aggressione di un fan di Steffi Graf avvenuta il 30 aprile 1993 ad Amburgo nel match contro la tedesca. In seguito a ciò, Graf deciderà di non disputare più alcun torneo in patria.

### Doppio
| #   | Giocatrice              | Punti    | Rank. 1994 | /  |
| 1.  | Arantxa Sánchez Vicario | 469.6250 | 3          | 2  |
| 2.  | Jana Novotná            | 445.3214 | 4          | 2  |
| 3.  | Gigi Fernández          | 438.3460 | 2          | 1  |
| 4.  | Natasha Zvereva         | 396.1111 | 1          | 3  |
| 5.  | Larisa Neiland          | 254.1731 | 11         | 6  |
| 6.  | Lindsay Davenport       | 248.8333 | 8          | 2  |
| 7.  | Meredith McGrath        | 235.5250 | 6          | 1  |
| 8.  | Manon Bollegraf         | 215.3261 | 9          | 1  |
| 9.  | Helena Suková           | 207.7500 | 23         | 14 |
| 10. | Mary Joe Fernández      | 203.9643 | 26         | 16 |